# Петровский, Алексей Николаевич
Алексей Николаевич Петровский (8 [21] марта 1889, Санкт-Петербург — 25 февраля 1939, Москва) — советский государственный и политический деятель, председатель Исполнительного Комитета Ленсовета с сентября 1937 по октябрь 1938 года. Репрессирован в 1938 году, реабилитирован в 1954.

## Биография

### 1889—1917
Алексей Петровский родился в Санкт-Петербурге 21 марта (8 марта по старому стилю) 1889 года в семье рабочего Франко-Русского завода. Алексей получил три класса начального школьного образования и четыре года отучился в вечерней школе. С 1901 по 1903 год он работал в библиотеке-читальне имени Грибоедова, а с 1903 по 1911 год — сначала учеником токаря, а затем токарем на фабрике Российско-Американской резиновой мануфактуры. В 1908 году коллега из мастерской крепкой резины рекомендовал его в во Всесоюзную коммунистическую партию большевиков.
В 1910 году Петровский был на год освобождён от военной службы по болезни, год спустя — призван в 145 пехотный Новочеркасский полк Русской императорской армии, расквартированный на Охте. В составе 5 роты он служил в Галиции в Австрии во время Первой мировой войны, был тяжело ранен и вскоре демобилизован. После лечения в Москве в конце декабря 1914 он вернулся в Петроград и поступил на работу на Путиловский завод.
9 мая 1915 года в Екатерининской Екатерингофской церкви Алексей венчался с Анной Никифоровной Васиной. Спустя год в мае 1916 года у них родилась дочь Клавдия, которую крестили в той же церкви. В январе 1920 года родился сын Валентин.

### 1917—1931
Во время революции 1917 года Петровский участвовал в разгоне Нарвской районной думы и организации Совета, где состоял в комиссии жилищного отдела и работал в экономическом отделе в Нарвском районе. В 1919 году Петровский был мобилизован в Первый отряд путиловских рабочих Красной Армии. Участвовал в боях с Северо-Западной армией Юденича и подавлении Кронштадтского восстания.
Служил в РККА комиссаром роты связи, бригадным военным комиссаром, начальником снабжения Ленинградского военного округа и закончил службу в должности ответственного секретаря Партийной Комиссии ЛВО.

### На руководящей работе
В начале 1931 года Сергей Киров перенаправил Петровского на партийную работу. По сведениям газеты «Ленинградская правда», за время его работы в роли секретаря партийной организации завода «Красный Путиловец» производство тракторов практически удвоилось, и 28 декабря 1931 Петровского утвердили на должность председателя областного комитета профсоюза рабочих машиностроения. Во время чистки в 1933 году он работал членом Ленинградской Комиссии по чистке и председателем комиссии по чистке Василеостровского района. На XVII съезде ВКП(б) в 1934 году Петровского избрали в состав Комиссии партийного контроля при ЦК ВКП(б), а с августа 1935 года он работал заместителем уполномоченного комиссии при ЦК ВКП(б) по Ленинградской области. С 10 апреля 1936 года Петровский занимал должность заведующего Промышленно-транспортным отделом Ленинградского Обкома ВКП(б).
В сентябре 1937 года на пленуме Ленинградского Совета рабочих и крестьянских депутатов XIV созыва Петровского избрали председателем Ленсовета, членом президиума совета и горисполкома. В декабре его избрали депутатом Верховного Совета СССР от Красногвардейского округа Ленинграда. В период его руководства городом в Ленинграде начал работу Ленинградский опытный телецентр на Аптекарском острове и началось регулярное телевещание, были созданы Государственная торговая инспекция и Топливно-энергетическое управление, а в Мраморном дворце начал работу музей В. И. Ленина.

### Репрессии
Алексей Петровский был арестован в воскресенье 21 августа 1938 года. 25 февраля 1939 года Военная коллегия Верховного суда СССР приговорила его к расстрелу по статье 58 Уголовного кодекса РСФСР за якобы участие в контрреволюционной диверсионно-террористической деятельности, в тот же день приговор был приведён в исполнение. Петровский похоронен на Новом Донском Кладбище в Общей могиле № 1 в числе 4259 жертв политических репрессий.
1 декабря 1954 года Петровский был реабилитирован, а 15 октября 1990 года посмертно восстановлен в партии.